# ARP-SAPC
Alternativa Racional a las Pseudociencias - Sociedad para el Avance del Pensamiento Crítico of kortweg ARP-SAPC (Nederlands: Rationeel Alternatief op Pseudowetenschap - Vereniging ter Bevordering van Kritisch Denken) is een Spaanse non-profitorganisatie die, volgens haar statuten, gebruik van de rede en kritisch denken of wetenschappelijk skepticisme bevordert jegens wat zij ziet als goedgelovigheid, waarbij ze claims van vermeend paranormale gebeurtenissen weerlegt en verwerpt.

## Geschiedenis en samenwerking
De Vereniging werd eind 1986 opgericht met de naam Alternativa Racional a las Pseudociencias (let. Rationeel Alternatief op de Pseudowetenschappen) en in 1998 hernoemd tot ARP - Sociedad para el Avance del Pensamiento Crítico (ARP - Vereniging ter Bevordering van Kritisch Denken), waarmee zij het belangrijkste herkenningspunt werd van de skeptische beweging in Spanje. Het is een van de twee grote skeptische organisaties in het land; de andere is Círculo Escéptico (opgericht in 2006). ARP-SAPC is lid van de European Council of Skeptical Organisations (ECSO). Internationaal werkt zij samen met andere verenigingen met soortgelijke ideeën in de hispanofonie en op mondiaal niveau. Onder haar bekendste partners bevinden zich Spaanse wetenschappers, wetenschapsschrijvers en filosofen zoals filosoof en ethiekessayist Fernando Savater, Mario Bunge, filosoof Gustavo Bueno, natuurkundige en wetenschapscommunicator Manuel Toharia, bioloog Francisco J. Ayala en Javier Armentia, directeur van het Planetarium van Pamplona.

## Publicaties
ARP-SAPC publiceert een periodieke revue getiteld El Escéptico ("De Skepticus") en een gratis online bulletin genaamd El Escéptico Digital ("De Digitale Skepticus"), waarin men artikelen kan vinden over pseudowetenschap, pseudogeschiedenis en wetenschap in het algemeen.

## Prijzen
ARP-SAPC reikt jaarlijks de Premio Mario Bohoslavski uit aan mensen buiten de vereniging die zichzelf hebben onderscheiden door het bevorderen van de ontwikkeling van de wetenschap, kritisch denken, wetenschapspopularisering en -onderwijs en het gebruik van de rede. Onder de winnaars bevinden zich Fernando Savater, Victoria Camps, Gonzalo Puente Ojea, Bernat Soria en Manuel Lozano Leyva.

## Activities

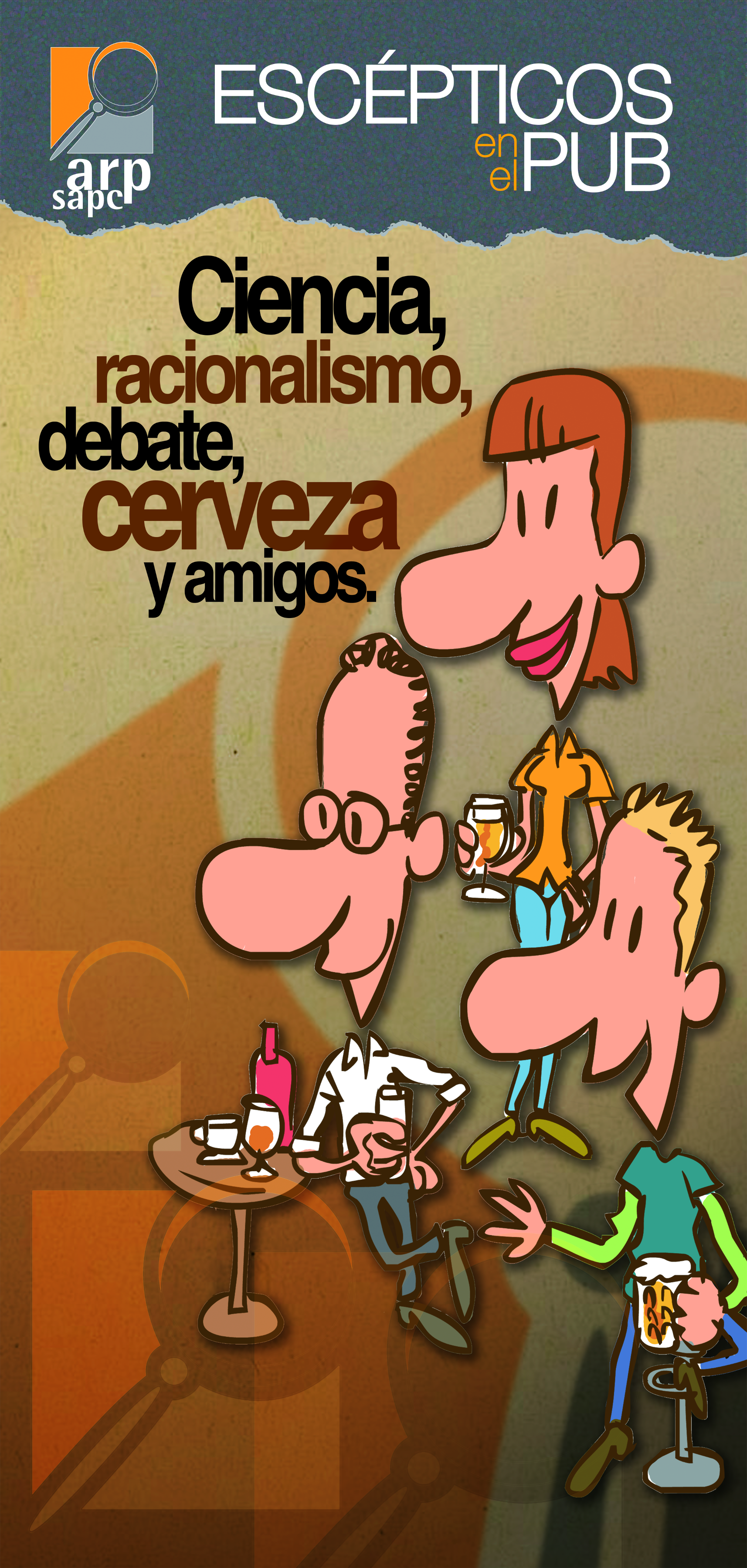
De SITP-banner: "Wetenschap, rationalisme, debat, bier en vrienden."